# Itajá (Goiás)
Itajá é um município brasileiro no extremo sul do estado de Goiás. Localiza-se a uma latitude 19º04'03" sul e a uma longitude 51º32'40" oeste, estando a uma altitude de 442 metros. Sua população, estimada pelo Instituto Brasileiro de Geografia e Estatística (IBGE), era de 5 005 habitantes em 2014.
Possui uma área de 2557,7 km².